# William Kennedy (Schwimmer)
William Ray „Bill“ Kennedy (* 26. Oktober 1952 in London, Ontario) ist ein ehemaliger kanadischer Schwimmer. Er gewann bei Commonwealth Games zwei Goldmedaillen sowie bei Panamerikanischen Spielen je eine Silber- und Bronzemedaille.

## Sportliche Karriere
Kennedy schwamm für die Western Ontario Mustangs.
Bei den British Commonwealth Games 1970 in Edinburgh, Schottland, startete Kennedy in drei Disziplinen. Über 100 Meter Rücken siegte er vor dem Waliser Mike Richards und seinem kanadischen Landsmann Erik Fish. Über 200 Meter Rücken schied Kennedy im Vorlauf aus. Schließlich gewann die 4-mal-100-Meter-Lagenstaffel mit William Kennedy, Bill Mahony, Byron MacDonald und Robert Kasting den Titel vor den Australiern. 1971 bei den Panamerikanischen Spielen in Cali erschwamm Kennedy die Bronzemedaille über 100 Meter Rücken hinter Mel Nash und John Murphy aus den Vereinigten Staaten. Die 4-mal-100-Meter-Lagenstaffel mit Kennedy, Mahony, MacDonald und Timothy Bach gewann Silber hinter der Staffel aus den Vereinigten Staaten.
Im Jahr darauf bei den Olympischen Spielen 1972 in München schied Kennedy über 200 Meter Rücken als 15. der Vorläufe aus. Zum Abschluss der Schwimmwettbewerbe wurde die 4-mal-100-Meter-Lagenstaffel ausgetragen. William Kennedy, Bill Mahony, Bruce Robertson und Robert Kasting erreichten das Finale mit der viertbesten Zeit. Im Finale siegte die Staffel aus den Vereinigten Staaten mit fast vier Sekunden Vorsprung auf das Quartett aus der DDR, 0,14 Sekunden dahinter gewannen Erik Fish, Bill Mahony, Bruce Robertson und Robert Kasting die Bronzemedaille. Kennedy erhielt für seinen Vorlaufeinsatz nach den bis 1980 gültigen Regeln keine Medaille.
Kennedy hatte an der University of Michigan und an der University of Western Ontario studiert und wurde später Trainer.